# Escudo de Arnuero
El escudo de Arnuero es uno de los símbolos del municipio español de Arnuero en Cantabria, junto a su bandera. Dicho escudo queda organizado de la manera siguiente: escudo cuartelado: 1º de plata, un molino de marea sobre cuatro arcos, al natural, sobre ondas; 2º de verde, una iglesia de oro; 3º de plata, una isla sobre la que se asienta una torre, al natural, sobre ondas; 4º de verde, un castillo de oro. El escudo se timbra con la corona real española.
El escudo fue adoptado en sesión plenaria celebrada por el Ayuntamiento el día 6 de julio de 1994 siendo autorizado por el Consejo de Gobierno de Cantabria el día 2 de mayo de 1996, previo informe favorable emitido por la Real Academia de la Historia.